# Masevaux-Niederbruck
Masevaux-Niederbruck es una comuna nueva francesa situada en el departamento de Alto Rin, de la región de Gran Este.

## Historia
Fue creada el 1 de enero de 2016, en aplicación de una resolución del prefecto de Alto Rin de 22 de diciembre de 2015 con la unión de las comunas de Masevaux y Niederbruck, pasando a estar el ayuntamiento en la antigua comuna de Masevaux.

## Demografía
| Gráfica de evolución demográfica de Masevaux-Niederbruck entre 1800 y 2013 |
|                                                                            |

Los datos entre 1800 y 2013 son el resultado de sumar los parciales de las dos comunas que forman la nueva comuna de Masevaux-Niederbruck, cuyos datos se han cogido de 1800 a 1999, para las comunas de Masevaux y Niederbruck de la página francesa EHESS/Cassini. Los demás datos se han cogido de la página del INSEE.

## Composición
| Comuna delegada | Código INSEE | Población (2013) | Superficie (km²) | Densidad (hab./km²) |
| --------------- | ------------ | ---------------- | ---------------- | ------------------- |
| Masevaux        | 68201        | 3343             | 23.21            | 144                 |
| Niederbruck     | 68233        | 454              | 3.78             | 120                 |